# Béguédo-Peulh
Ne doit pas être confondu avec Béguédo.
Béguédo-Peulh est un village situé dans le département de Béguédo de la province du Boulgou dans la région Centre-Est au Burkina Faso.

## Démographie
| 2003 | 2006 | 2012 |
| ---- | ---- | ---- |
| 675  | 169  | -    |

## Santé et éducation
Le centre de soins le plus proche de Béguédo-Peulh est le de centre de santé et de promotion sociale (CSPS) de Béguédo tandis que le centre médical avec antenne chirurgicale (CMA) se trouve à Garango.
Le village ne possède d'école primaire publique, les élèves devant se rendre à Béguédo.